# Aérodrome de Vesoul - Frotey
L’Aérodrome de Vesoul-Frotey (code OACI : LFQW), parfois appelé Aérodrome du Sabot, est un aérodrome situé dans l'agglomération nord-est de Vesoul, à 381 m d’altitude.
L'aérodrome est le siège de l'aéro-club de Haute-Saône.

## Localisation

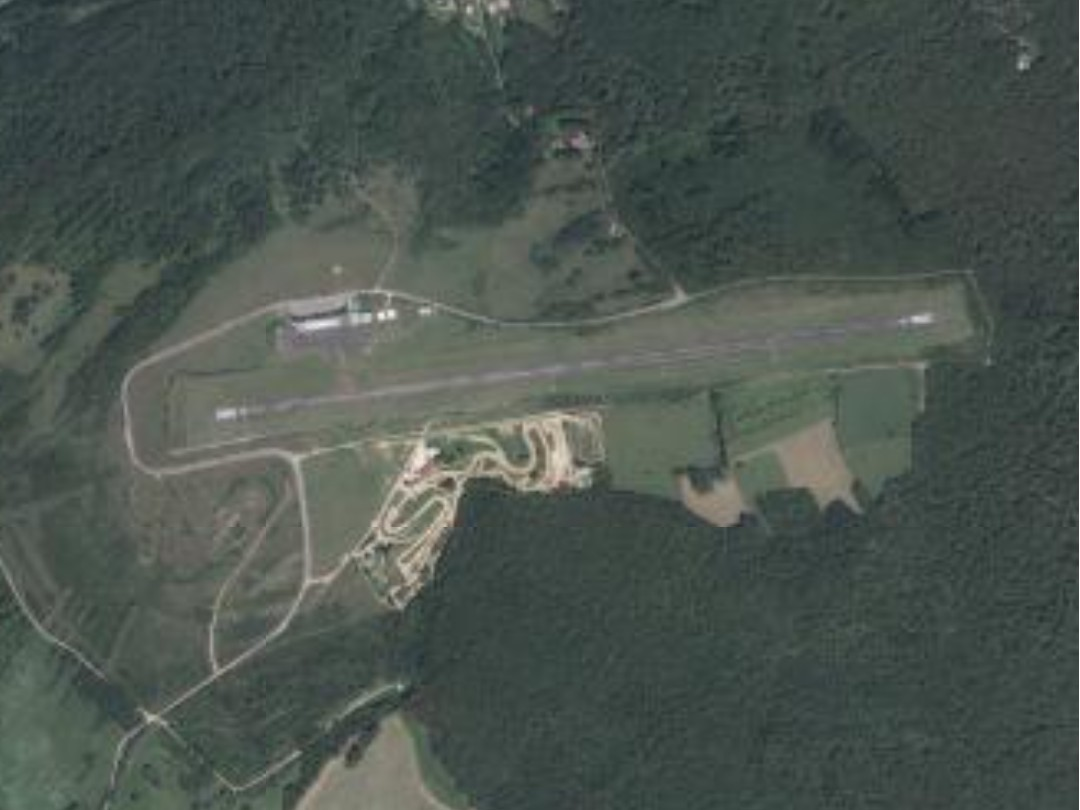
Image satellite de l'aérodrome - années 2020

L'aérodrome se situe à la fois sur les territoires des communes de Frotey-lès-Vesoul et de Comberjon, à 2 kilomètres au nord-est de Vesoul (la piste est majoritairement sur la commune de Comberjon). Il est localisé à 381 m d’altitude sur le plateau du Sabot de Frotey, vaste plateau calcaire de plus de 200 hectares terminé à l'ouest par une falaise surplombant l'agglomération de Vesoul de plus de 100 mètres.
L'aérodrome se trouve dans une vaste zone boisée : en effet, l'aérodrome est entourée par le grand bois de Comberjon au nord-est, le bois de la Brosse au nord-ouest, le bois de Frotey au sud et par la réserve naturelle nationale du Sabot de Frotey à l'ouest. La rivière du Durgeon s'écoule en contrebas.
Un circuit de motocross se situe directement au sud de la piste et le lieu-dit de la Combe Freteuille se trouve à proximité de l'aérodrome.

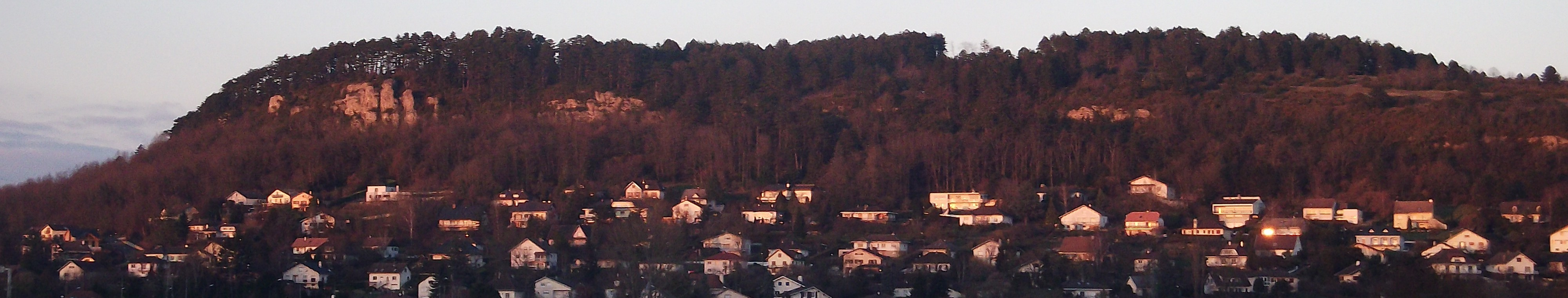
Le plateau du Sabot de Frotey, où se trouve l'aérodrome, et les habitations de la commune de Frotey-lès-Vesoul en contrebas.

## Histoire

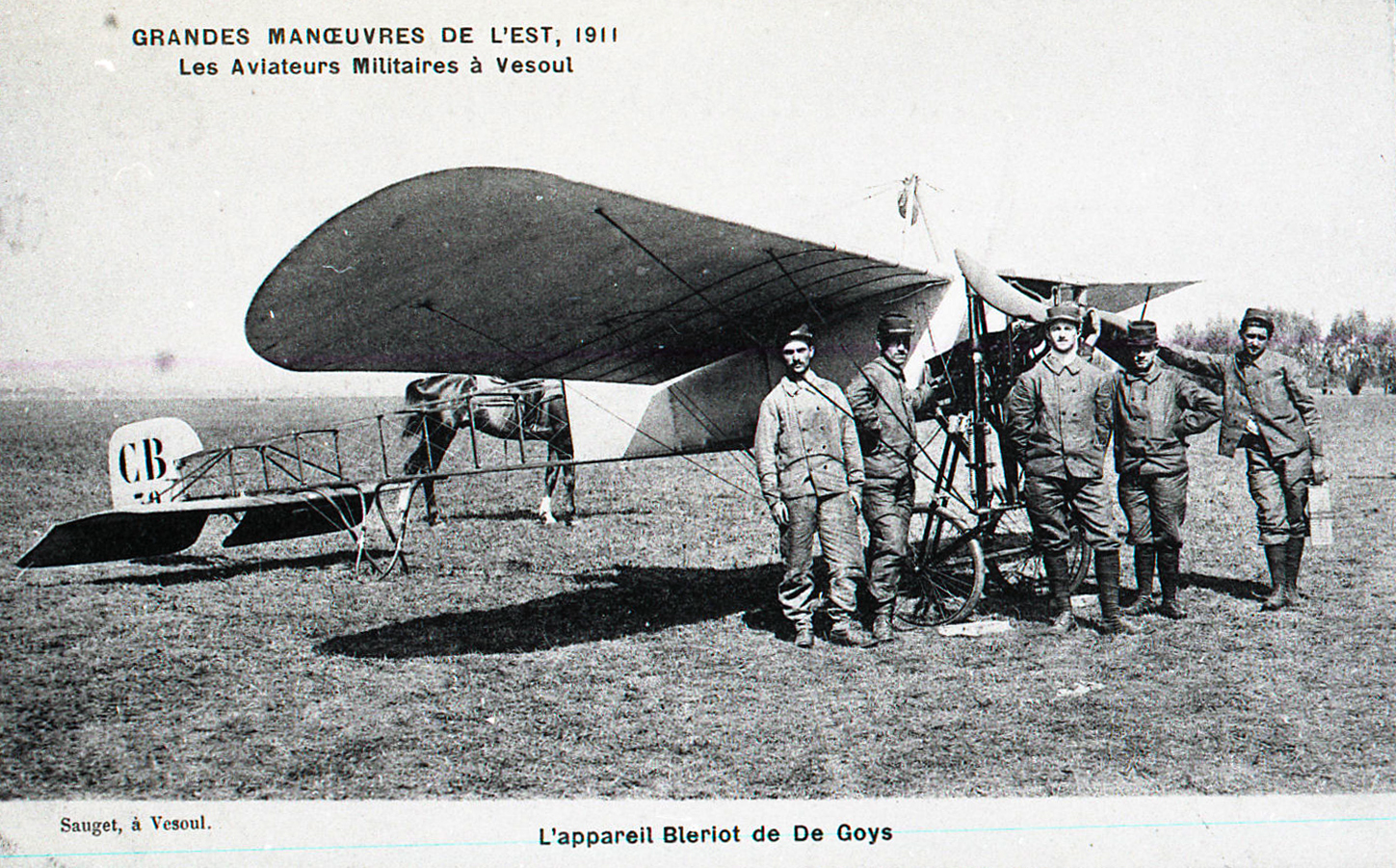
Les Grandes manœuvres de 1911

Les débuts de l'aviation à Vesoul remontent au début du XXe siècle. En 1911, l'agglomération accueille des déploiements d'infanterie lors des Grandes manœuvres aériennes de l'armée française. Les premières idées de création d'un aéro-club à Vesoul émergent ; il est question d'utilisation de terrains situés entre Vesoul et Vaivre-et-Montoille pour la pratique de l'aviation. Jean Dreyfus en est le premier président.
Le 19 janvier 1935, l'aéro-club de Haute-Saône est officiellement créé à l'hôtel de préfecture de Vesoul avec notamment pour membre-fondateur la célèbre aviatrice Suzanne Melk. Les terrains sont alors situés à Luxeuil-les-Bains et les premiers vols s'effectuent en 1934-1935 à bord d'un Hanriot HD.32, acheté en mars 1935, mais détruit la même année. Par la suite, l'aéro-club fait l'acquisition d'un nouvel avion : un Caudron c 272 Luciole F-AMFI. En mai 1936, grâce aux finances du club, un Potez 58, puis un nouveau Caudron sont achetés.
Les bâtiments de l'aérodrome ont été rénovés et modernisés en 1989.

## Clubs et activités
L'aérodrome de Vesoul accueille  plusieurs clubs notamment :
- l'aéro-club de Haute-Saône : Il est possible d'y faire un baptême de l'air de 30 minutes sur un avion biplace ou quadriplace pour découvrir la région vue du ciel : le plateau des mille-Étangs, le château de Rey-sur-Saône, la Chapelle de Ronchamp, la Motte de Vesoul, ou encore la vallée de la Saône peuvent être survolés lors d'un vol local au départ de Frotey [4]
- le centre école de parachutisme de Vesoul : on peut s'y essayer au saut en parachute tandem[5].

## Infrastructures et avions
Les locaux abritent une salle de formation et de réunion, un secrétariat, un bureau de piste, un hangar, un atelier de mécanique avion et un club-house avec bar ouvert au public.
La piste mesure 1 440 mètres de long.
Le hangar abritent les avions de l'aéro-club de Haute-Saône, le centre-école des parachutistes, un Cessna 185 ainsi que des avions privés. L'aéro-club de Haute-Saône possède deux Diamond Katana DA20 immatriculés F-GNQB et F-GVHS.
Le Diamond DA40 immatriculé F-GZVE s'est écrasé en faisant deux morts le 19 septembre 2010. L'accident est dû à un malaise cardiaque du pilote en vol. Le pilote victime du malaise était accompagné d'une grand-mère qui offrait un batême de l'air à ses deux petits-fils. La passagère qui n'avait aucune connaissance aéronautique parvient, dans un premier temps, à maintenir l'appareil pendant plusieurs dizaines de minutes en direction de la Base aérienne 116 Luxeuil-Saint Sauveur. L'avion entame ensuite un virage serré en descente, perd ses ailes en percutant le sol, et finit sa course sur une voie ferrée, à quelques minutes du passage d'un train régional. À l'arrivée des secours, les enfants avaient réussi à s'extraire de la carlingue, tandis que le pilote était déjà décédé et que la passagère, victime du crash n'a pas pu être réanimée. L'enquête pénale a abouti à un non-lieu.
L'aéro-club dispose d'un DA40, immatriculé F-GUVF, depuis le 5 mars 2011.
En 2021, l'aéroclub a également fait l'acquisition d'un nouvel appareil Aeroprakt A-22, de catégorie ULM.
Un Zenair CH640 est quant à lui en cours de construction par les membres de l'aéroclub.
| Appareil              | Diamond DA20                             | Diamond DA20                             | Diamond DA40           |
| --------------------- | ---------------------------------------- | ---------------------------------------- | ---------------------- |
| Constructeur          | Diamond Aircraft                         | Diamond Aircraft                         | Diamond Aircraft       |
| photos d'illustration |                                          |                                          |                        |
| Immatriculation       | F-GNQB                                   | F-GVHS                                   | F-GUVF                 |
| Moteur                | ROTAX 912 S3 / 100cv                     | ROTAX 912 S3 / 100cv                     | TAE 125-01/ 135cv      |
| Carburant             | AVGAS ou super sans plomb                | AVGAS ou super sans plomb                | JET A1 ou gazole       |
| hélice                | HOFFMANN hydraulique à vitesse constante | HOFFMANN hydraulique à vitesse constante | MT tripale hydraulique |
| Configuration         | biplace                                  | biplace                                  | quadriplace            |

## Accidents
Le 1er mai 2019, un hélicoptère s'écrase  au sol et prend feu près des hangars. Mobilisant plusieurs dizaines de pompiers, le feu et maîtrisé et le pilote de 70 ans et sa fille qui occupaient l'appareil en sortent indemnes. L'enquête conclura qu'à 50 cm du sol, un patin aurait accroché  la pelouse à cause du vent, et l'hélicoptère immatriculé F-PGOF se serait retourné. Cet hélicoptère Rotorway ultraléger de 450kg avec un moteur de 260 chevaux avait été fabriqué à Vesoul par le pilote lui-même.

### Accidents mortels
Le 6 mars 1994, François Fignard, le patron de la société Franche-Comté Hélicoptère (basée à l'aérodrome de Frotey) s'écrase et se tue à l'âge de 27 ans à bord d'un hélicoptère Robinsons R22 Mariner. Un stèle à son souvenir est présente à côté des hangars.
Le 30 juillet 2021, un ULM s'écrase peu après son décollage à l'aérodrome de Vesoul. Selon les premiers détails de l'enquête confiée à la section aérienne de la gendarmerie de Villacoublay et au Bureau d'enquêtes et d'analyse, à l'issue d'un tour de piste, lors de la montée initiale, le pilote aurait annoncé à la radio avoir un problème et son intention de faire demi-tour. En s'orientant à contre QFU, les témoins présents sur places disent avoir vu l'ULM multi-axe Ekolot JK05, immatriculé 71LO, vriller puis s'écraser dans l'herbe. Les deux victimes originaires de l'agglomération de Vesoul étaient âgées de 33 ans et 56 ans.